# NGC 5025
NGC 5025 is een balkspiraalstelsel in het sterrenbeeld Jachthonden. Het hemelobject werd op 20 maart 1787 ontdekt door de Duits-Britse astronoom William Herschel.

## Synoniemen
- NGC 5025
- UGC 8292
- MCG 5-31-155
- ZWG 160.162
- IRAS13103+3204
- PGC 45887